# Rockenhausen
Rockenhausen – miasto w Niemczech, w kraju związkowym Nadrenia-Palatynat, w powiecie Donnersberg, siedziba gminy związkowej Nordpfälzer Land. Do 31 grudnia 2019 siedziba gminy związkowej Rockenhausen. Miasto leży nad rzeką Alsenz, ok. 20 km od Kaiserslautern.